# قرقف (جنس)
قُرْقٌف أو قُرْقُب (بالإنجليزية: Parus)‏ هو جنس من طيور العالم القديم من فصيلة القرقف. كان سابقاً جنساً كبيراً يحتوي على أكثر من 50 نوعاً غريباً من أسرة القرقف. وقد انقسم الجنس إلى جنسيات عديدة بعد نشر تحليل تفصيلي جيني مفصل في عام 2013. اسم جنس Parus، هو مأخوذ من الاسم اللاتيني للقرقف. أجسامه صغيرة القدّ. مناقيرها مخروطية الشكل، جالسة قصيرة قوية. أجنحتها متوسطة القد. أذنابها مقطومة أو فارقة. أرساغها صغيرة حجفية الجلد. تألف الغابات والحدائق. قُوتها الحشرات ومكنها ويرقاتها والبزور البرية والثمار. إناثها تحضن مرتين في العام، الأولى في نيسان والثانية في تموز. عدد بيض الحضنة يراوح بين 6 و 16 بيضة. أما الترخيم فيستمر من 14 إلى 15 يوماً.
ويحتوي هذا الجنس الآن على الأنواع التالية:
- قرقف كبير، Parus major
- قرقف ياباني، Parus minor (انفصل عن P. major)
- قرقف رمادي، Parus cinereus (انفصل عن  P. major)
- قرقف أخضر الظهر، Parus monticolus

## السجل الأحفوري
- Parus robustus (بليوسين تشارنوتا [الإنجليزية]، المجر) [8]
- Parus parvulus (بليوسين تشارنوتا، المجر) [8]
- Parus medius (بليوسين برمند [الإنجليزية]، المجر) [8]